# Internet Book of Critical Care
EMCrit es un colectivo médico y grupo editorial estadounidense compuesto por médicos en el campo de la medicina intensiva y la medicina de emergencia. El grupo publica una serie de recursos digitales gratuitos para equipar a médicos, enfermeras, paramédicos e investigadores. Funcionando como un componente clave de FOAMed (la educación en medicina de acceso abierto gratuito) y el movimiento de acceso abierto.

Muestra 34 000 suscriptores en Twitter y 300 000 descargas mensuales de podcast, y ha sido citado por el proveedor de información clínica Medscape, como «posiblemente el sitio web más popular enfocado en medicina de emergencia y cuidados críticos».
EMCrit fue fundada en 2009 por Scott Weingart, MD FCCM, un intensivista en Nueva York. Anteriormente fue becario en el Shock Trauma Center en Baltimore.

## Publicaciones
El grupo es mejor conocido por su podcast, EMCrit Podcast - Critical Care and Resuscitation. Se publica un nuevo episodio de podcast cada dos semanas y los profesionales de la salud pueden utilizarlo para obtener créditos de educación continua de la Asociación Médica Estadounidense.
El grupo escribió el Manual de crisis de reanimación, un manual médico vendido por Leeuwin Press y escrito por 50 profesionales médicos. El formato del manual se basa en el QRH de la cabina de la industria de la aerolínea (manual de referencia rápida) y la guía utiliza los principios de gestión de recursos de la tripulación creados para la seguridad aérea para proporcionar listas de verificación con respecto a la seguridad del paciente.
El grupo publica el Internet Book of Critical Care (Libro de Internet de Cuidados Críticos o IBCC), un libro de texto médico gratuito en línea, centrado en temas de medicina de cuidados críticos, escrito por el médico estadounidense Josh Farkas, un médico practicante de la UCI y neumólogo asistente en la Universidad de Vermont. Al comenzar el libro, su autor explicó su elección de publicar en formato digital, citando una serie de ventajas potenciales para el medio, que incluyen:
- disponible gratuitamente para cualquier persona, en cualquier lugar, en cualquier momento
- optimizado para teléfonos inteligentes, facilitando el uso sobre la marcha
- actualizado en tiempo real basado en la revisión por pares, nueva evidencia y nuevas opiniones
- enlaces ininterrumpidos a referencias y otros recursos en línea
- gráficos incrustados, tuits y videos
- podcasts que destacan los puntos clave de cada capítulo
- capacidad de buscar en el libro cualquier palabra (más fácil que un índice tradicional)

En 2020, el IBCC agregó un capítulo con instrucciones para profesionales médicos sobre cómo tratar y combatir la enfermedad por neumonía por coronavirus, durante la pandemia de enfermedad por coronavirus de 2019-2020, que pronto fue incluida entre los recursos recomendados por las instituciones.